# Catedral Santa Teresinha (Bacabal)
Catedral Diocesana de Bacabal, informalmente conhecida como Catedral de Santa Teresinha do Menino Jesus, é a principal templo católico da cidade de Bacabal, Brasil. Localiza-se na Praça Santa Teresinha, nº 01 Centro.